# César 1991
Die 16. Verleihung der Césars fand am 9. März 1991 im Théâtre des Champs-Élysées in Paris statt. Präsidentin der Verleihung war die Schauspielerin Sophia Loren, die zudem mit einem Ehrenpreis ausgezeichnet wurde. Ausgestrahlt wurde die Verleihung, durch die  Richard Bohringer als Gastgeber führte, vom öffentlich-rechtlichen Fernsehsender Antenne 2, dem heutigen France 2.

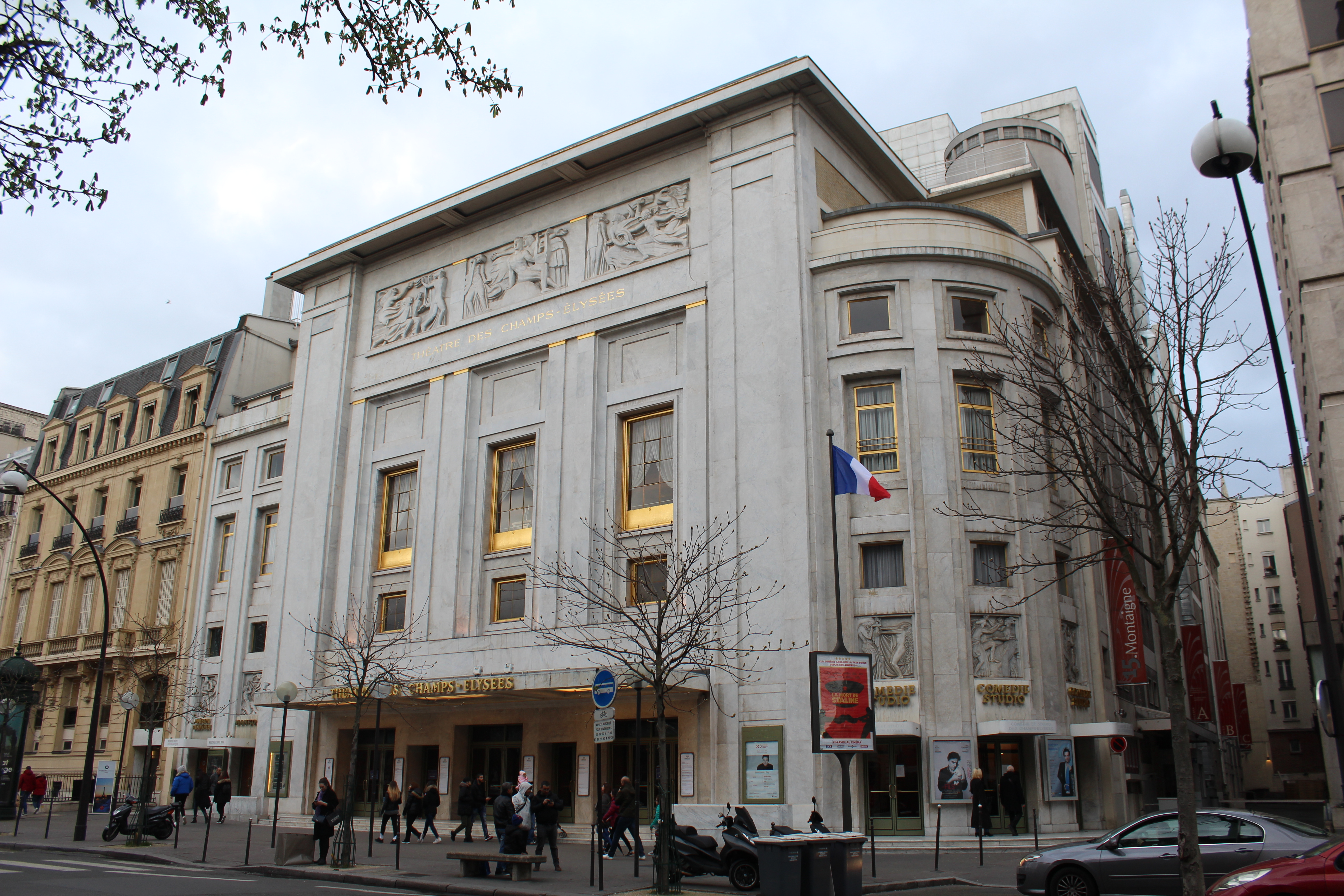
Das Théâtre des Champs-Élysées, der Veranstaltungsort der Verleihung

Der große Gewinner des Abends war Jean-Paul Rappeneaus Edmond-Rostand-Verfilmung Cyrano von Bergerac. Bei insgesamt 13 Nominierungen wurde der Kostümfilm in zehn Kategorien, darunter Bester Film, Beste Regie und Beste Kamera, mit dem César prämiert und stellte damit den Rekord des Truffaut-Films Die letzte Metro ein, der 1981 ebenfalls zehn Césars erhalten hatte. Gérard Depardieu, der für Die letzte Metro mit seinem ersten César prämiert worden war, konnte für die Titelrolle in Cyrano von Bergerac erneut die Trophäe als bester Hauptdarsteller entgegennehmen und setzte sich dabei gegen namhafte Darsteller wie Daniel Auteuil, Fabrice Luchini, Michel Piccoli, Jean Rochefort und Michel Serrault durch. Als beste Hauptdarstellerin wurde Anne Parillaud für die Rolle einer Auftragskillerin in Luc Bessons Actionthriller Nikita ausgezeichnet, der in den acht weiteren Kategorien, in denen er nominiert war, letztlich erfolglos blieb. Patrice Lecontes siebenfach nominierter Film Der Mann der Friseuse und Claude Berris mit sechs Nominierungen bedachte Literaturverfilmung Uranus konnten am Ende keinen Preis gewinnen. Zum besten ausländischen Film wurde Peter Weirs Der Club der toten Dichter gekürt; ebenfalls in dieser Kategorie nominiert waren unter anderem Martin Scorseses GoodFellas – Drei Jahrzehnte in der Mafia, der Liebesfilm Pretty Woman und Fessle mich! von Pedro Almodóvar.

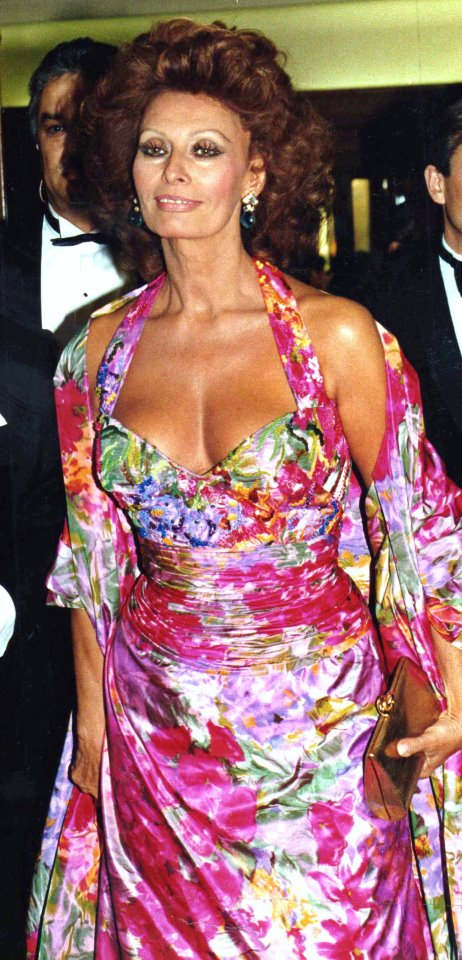
Präsidentin der Verleihung und Ehrenpreisträgerin Sophia Loren

## Gewinner und Nominierungen

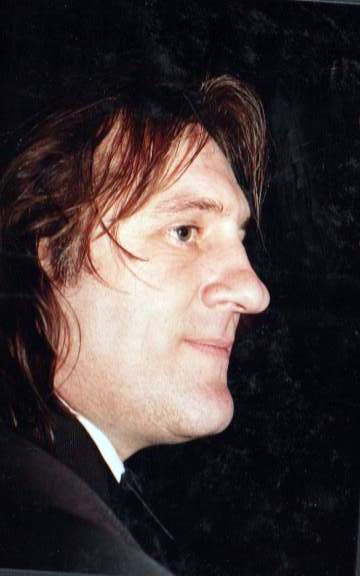
Bester Hauptdarsteller: Gérard Depardieu

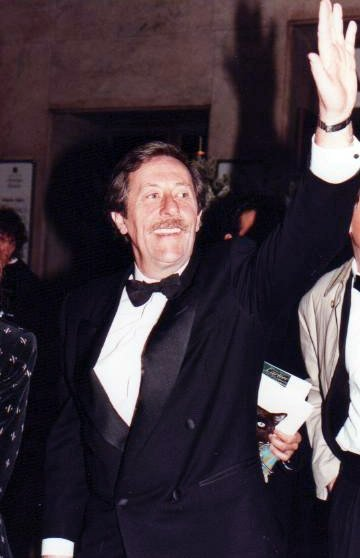
Als bester Hauptdarsteller nominiert: Jean Rochefort

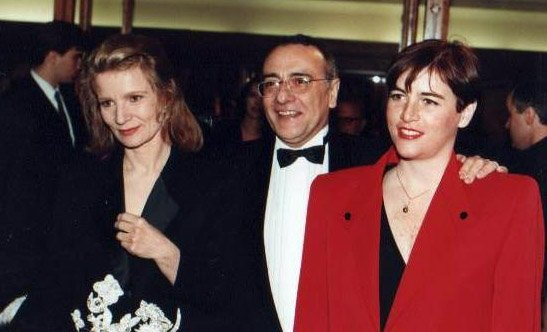
Für das beste Erstlingswerk nominiert: Nicole Garcia (links)

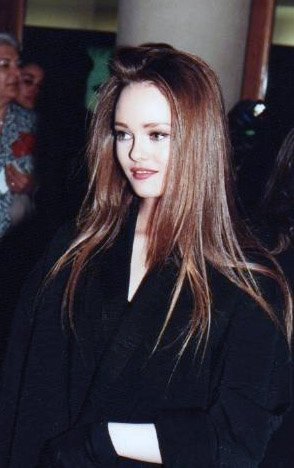
Vanessa Paradis bei der Verleihung

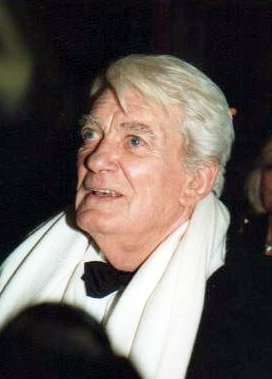
Jean Marais bei der Verleihung

| Statistik (Filme mit mehr als einer Nominierung) N=Nominierung; A=Auszeichnung |    |    |
| Film                                                                           | N  | A  |
| Cyrano von Bergerac                                                            | 13 | 10 |
| Nikita                                                                         | 9  | 1  |
| Der Mann der Friseuse                                                          | 7  | 0  |
| Uranus                                                                         | 6  | 0  |
| Die Verschwiegene                                                              | 5  | 3  |
| Der kleine Gangster                                                            | 5  | 1  |
| Eine Komödie im Mai                                                            | 4  | 1  |
| Das Schloß meiner Mutter                                                       | 3  | 0  |
| Der Ruhm meines Vaters                                                         | 3  | 0  |
| Tante Daniele                                                                  | 3  | 0  |
| Lacenaire                                                                      | 2  | 0  |
| Weekend für zwei                                                               | 2  | 0  |

### Bester Film (Meilleur film)
Cyrano von Bergerac (Cyrano de Bergerac) – Regie: Jean-Paul Rappeneau
- Der Mann der Friseuse (Le Mari de la coiffeuse) – Regie: Patrice Leconte
- Nikita – Regie: Luc Besson
- Der kleine Gangster (Le Petit criminel) – Regie: Jacques Doillon
- Uranus – Regie: Claude Berri

### Beste Regie (Meilleur réalisateur)
Jean-Paul Rappeneau – Cyrano von Bergerac (Cyrano de Bergerac)
- Claude Berri – Uranus
- Luc Besson – Nikita
- Jacques Doillon – Der kleine Gangster (Le Petit criminel)
- Patrice Leconte – Der Mann der Friseuse (Le Mari de la coiffeuse)

### Bester Hauptdarsteller (Meilleur acteur)
Gérard Depardieu – Cyrano von Bergerac (Cyrano de Bergerac)
- Daniel Auteuil – Lacenaire
- Fabrice Luchini – Die Verschwiegene (La Discrète)
- Michel Piccoli – Eine Komödie im Mai (Milou en mai)
- Jean Rochefort – Der Mann der Friseuse (Le Mari de la coiffeuse)
- Michel Serrault – Dr. Petiot (Docteur Petiot)

### Beste Hauptdarstellerin (Meilleure actrice)
Anne Parillaud – Nikita
- Nathalie Baye – Weekend für zwei (Un week-end sur deux)
- Anne Brochet – Cyrano von Bergerac (Cyrano de Bergerac)
- Tsilla Chelton – Tante Daniele (Tatie Danielle)
- Miou-Miou – Eine Komödie im Mai (Milou en mai)

### Bester Nebendarsteller (Meilleur acteur dans un second rôle)
Jacques Weber – Cyrano von Bergerac (Cyrano de Bergerac)
- Michel Duchaussoy – Eine Komödie im Mai (Milou en mai)
- Michel Galabru – Uranus
- Maurice Garrel – Die Verschwiegene (La Discrète)
- Daniel Prévost – Uranus

### Beste Nebendarstellerin (Meilleure actrice dans un second rôle)
Dominique Blanc – Eine Komödie im Mai (Milou en mai)
- Catherine Jacob – Tante Daniele (Tatie Danielle)
- Odette Laure – Daddy Nostalgie (Daddy nostalgie)
- Danièle Lebrun – Uranus
- Thérèse Liotard – Der Ruhm meines Vaters (La Gloire de mon père) und Das Schloß meiner Mutter (Le Château de ma mère)

### Bester Nachwuchsdarsteller (Meilleur jeune espoir masculin)
Gérald Thomassin – Der kleine Gangster (Le Petit criminel)
- Alex Descas – Scheiß auf den Tod (S’en fout la mort)
- Marc Duret – Nikita
- Vincent Perez – Cyrano von Bergerac (Cyrano de Bergerac)
- Philippe Uchan – Das Schloß meiner Mutter (Le Château de ma mère)

### Beste Nachwuchsdarstellerin (Meilleur jeune espoir féminin)
Judith Henry – Die Verschwiegene (La Discrète)
- Clotilde Courau – Der kleine Gangster (Le Petit criminel)
- Florence Darel – Uranus
- Judith Godrèche – Die Entzauberte (La Désenchantée)
- Isabelle Nanty – Tante Daniele (Tatie Danielle)

### Bestes Erstlingswerk (Meilleur premier film)
Die Verschwiegene (La Discrète) – Regie: Christian Vincent
- Halfaouine – Zeit der Träume (Halfaouine, l’enfant des terrasses) – Regie: Férid Boughedir
- Mado, poste restante – Regie: Aleksandr Adabashyan
- Outremer – Regie: Brigitte Roüan
- Weekend für zwei (Un week-end sur deux) – Regie: Nicole Garcia

### Bestes Drehbuch (Meilleur scénario original ou adaptation)
Jean-Pierre Ronssin und Christian Vincent – Die Verschwiegene (La Discrète)
- Jean-Claude Carrière und Jean-Paul Rappeneau – Cyrano von Bergerac (Cyrano de Bergerac)
- Jacques Doillon – Der kleine Gangster (Le Petit criminel)
- Claude Klotz und Patrice Leconte – Der Mann der Friseuse (Le Mari de la coiffeuse)

### Beste Filmmusik (Meilleure musique écrite pour un film)
Jean-Claude Petit – Cyrano von Bergerac (Cyrano de Bergerac)
- Vladimir Cosma – Der Ruhm meines Vaters (La Gloire de mon père) und Das Schloß meiner Mutter (Le Château de ma mère)
- Éric Serra – Nikita

### Bestes Szenenbild (Meilleurs décors)
Ezio Frigerio – Cyrano von Bergerac (Cyrano de Bergerac)
- Ivan Maussion – Der Mann der Friseuse (Le Mari de la coiffeuse)
- Dan Weil – Nikita

### Beste Kostüme (Meilleurs costumes)
Franca Squarciapino – Cyrano von Bergerac (Cyrano de Bergerac)
- Agnès Nègre – Der Ruhm meines Vaters (La Gloire de mon père)
- Yvonne Sassinot de Nesle – Lacenaire

### Beste Kamera (Meilleure photographie)
Pierre Lhomme – Cyrano von Bergerac (Cyrano de Bergerac)
- Thierry Arbogast – Nikita
- Eduardo Serra – Der Mann der Friseuse (Le Mari de la coiffeuse)

### Bester Ton (Meilleur son)
Pierre Gamet und Dominique Hennequin – Cyrano von Bergerac (Cyrano de Bergerac)
- Gérard Lamps, Pierre Befve und Michel Barlier – Nikita
- François Musy, Pierre-Alain Besse und Henri Morelle – Nouvelle Vague (Nouvelle vague)

### Bester Schnitt (Meilleur montage)
Noëlle Boisson – Cyrano von Bergerac (Cyrano de Bergerac)
- Joëlle Hache – Der Mann der Friseuse (Le Mari de la coiffeuse)
- Olivier Mauffroy – Nikita

### Bester Kurzfilm (Meilleur court métrage de fiction)
Foutaises – Regie: Jean-Pierre Jeunet
- Final – Regie: Irène Jouannet
- Deux pièces/cuisine – Regie: Philippe Harel
- Uhloz – Regie: Guy Jacques

### Bester dokumentarischer Kurzfilm (Meilleur court métrage documentaire)
La Valise – Regie: François Amado
- Tai ti chan – Regie: Chi Yan Wong

### Bester ausländischer Film (Meilleur film étranger)
Der Club der toten Dichter (Dead Poets Society), USA – Regie: Peter Weir
- GoodFellas – Drei Jahrzehnte in der Mafia (Goodfellas), USA – Regie: Martin Scorsese
- Pretty Woman, USA – Regie: Garry Marshall
- Taxi Blues (Taksi-Blyuz), Sowjetunion/Frankreich – Regie: Pawel Lungin
- Fessle mich! (¡Átame!), Spanien – Regie: Pedro Almodóvar

## Ehrenpreis (César d’honneur)
- Jean-Pierre Aumont, französischer Schauspieler und Drehbuchautor
- Sophia Loren, italienische Schauspielerin